# 海上繁花
《海上繁花》（英語：Tears in Heaven），中国大陆都市浪漫爱情电视剧，导演花箐，编剧匪我思存，改编自匪我思存的同名小说《佳期如梦》系列第二部，主演窦骁、李沁、张云龙。该剧于2021年6月23日在芒果TV、乐视视频、爱奇艺、优酷视频、腾讯视频播出。

## 剧情
该剧讲述女孩“杜晓苏”在大都市职场打拼，意外邂逅“雷宇峥”和“邵振嵘”两兄弟，三人之间的爱情故事。

## 主要演员

### 主角
| 演员   | 角色   | 备注 |
| 窦骁   | 雷宇峥 | 邵振嵘髮小。精明能幹，除了對父親和邵振嵘溫和寬容外，其它時間都冷靜理智。把邵振嵘當親弟弟對待，最后和杜晓苏在一起。               |
| 李沁   | 杜晓苏 | 設計科班出身，投身娛記。一次採訪造成接連事故，意外邂逅邵振嶸並相戀，接著重新回歸建築設計師工作，后爱上雷宇峥最后与雷宇峥在一起。 |
| 张云龙 | 邵振嵘 | 雷宇峥髮小。陽光開朗、三觀端正，在幾次巧合下與杜晓苏接觸，兩人宛如歡喜冤家，漸漸情投意合最終走在一起。在雲南行医中遭逢意外身亡。 |

### 雷家/宇天集團
| 演员   | 角色 | 备注         |
| 謝天   | 雷廷 | 雷宇峥父親。 |
| 趙悅城 | 謝力 | 顏靖靖情人。 |

### 其他
| 演员   | 角色      | 备注 |
| 李亭哲 | 林向远    | 蔣繁綠的丈夫 |
| 王瑞子 | 蒋繁绿    | 蔣家千金，人前人後兩個樣、善妒量狹 |
| 高姝瑤 | 顏靖靖    | 大明星 |
| 艾如   | 邹思琦    | 杜曉蘇閨密、何群飛女友，重義氣的女孩，在杜曉蘇嚴重財困的時候，拿出自己的全付身家資助。                                                                                 |
| 盛子铭 | 何群飞    | 雷宇崢助理、邹思琦男友，直接間接的幫助女友閨密杜曉蘇解圍數次。見證雷、杜兩人由怨生愛全過程                                                                             |
| 顾凯俐 | 邵凯旋    | 邵振嶸母親，使振嶸和曉蘇分開 |
| 张皓承 | 刘思扬    | 英国兰斯特大学毕业後，加入英国的贝萊德基金管理公司。有严重的心脏病，是雷宇崢在监狱的同监房。在上海民生路一家基金管理公司的首席操盘手，和雷宇崢一样扛下罪名而被判入狱。 |
| 魏冠男 | 上官 博尧 | 是雷宇崢的好友，最看不慣林向远虚伪的嘴脸和陷害人的作为。 |

## 制作
2016年11月18日，剧组开机，2017年3月9日，杀青。

## 原声带
| 曲序 | 曲目                     | 演唱   |
| ---- | ------------------------ | ------ |
| 1.   | 《遺失的戀人》（片頭曲） | 楊灵翰 |
| 2.   | 《透明》（插曲/片尾曲）  | 趙晗君 |
| 3.   | 《If Only…》（插曲）     | 付垚   |

## 外部连接
- 海上繁花的新浪微博
- 豆瓣电影上《海上繁花》的資料 （简体中文）
- 时光网上《海上繁花》的資料（简体中文）